# Роберт Г'ю Бенсон
Роберт Г'ю Бенсон (англ. Robert Hugh Benson) (18 листопада 1867 Веллінгтон-коледж, Беркшир  — Солфорд, 19 жовтня 1914 Бантінґфорд, Гартфордшир) — англійський письменник, автор теологічних трактатів, молодший син архієпископа Кентерберійського Едварда Вайта Бенсона, брат Едварда Фредеріка Бенсона та Артура Крістофера Бенсона. Спочатку сповідував англіканство, потім перейшов у католицизм та був його апологетом.

## Життєпис

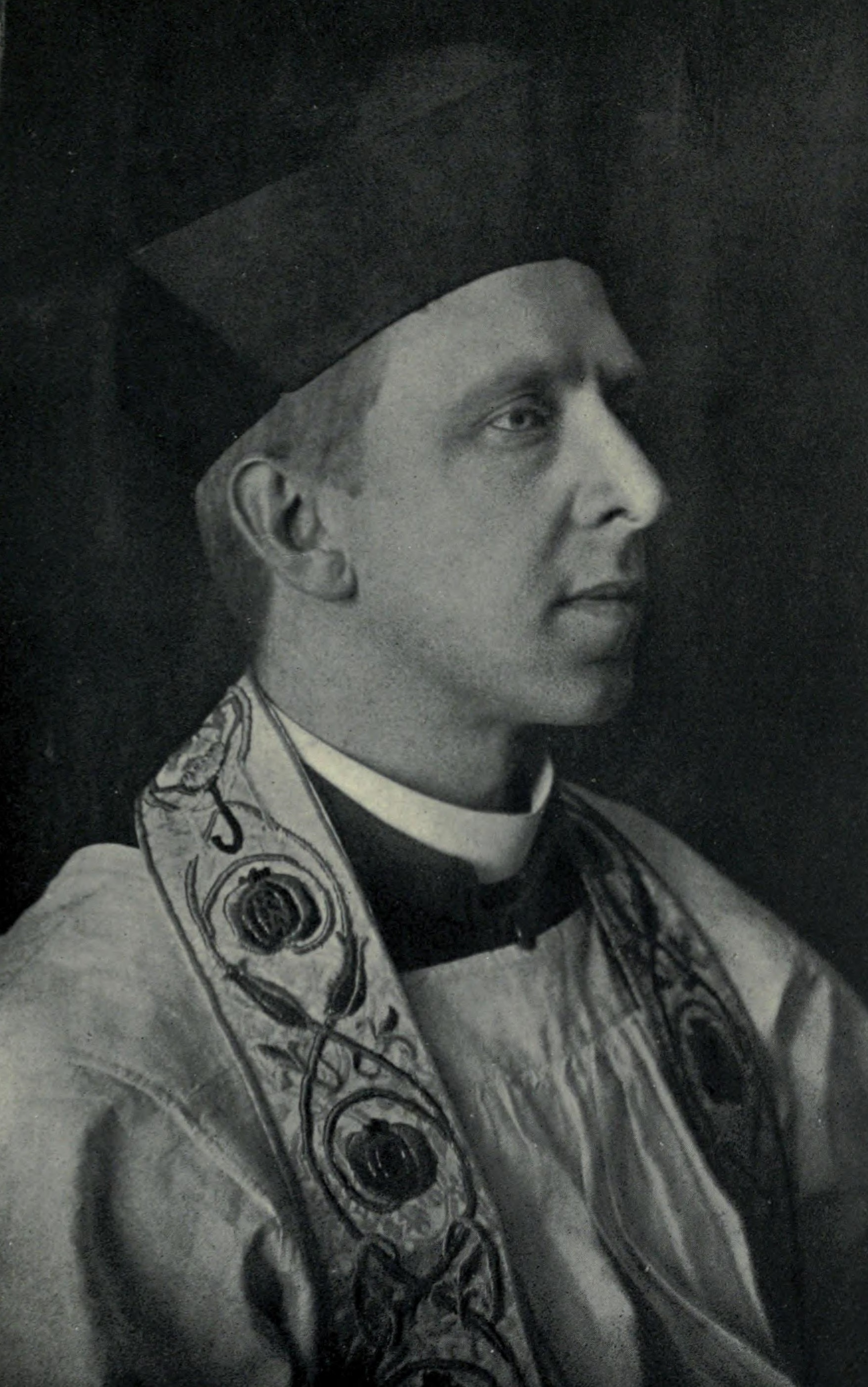
Роберт Г'ю Бенсон, 1907 рік

Роберт Г'ю Бенсон навчався у Ітонському коледжі, з 1885 по 1889 роки, де отримав класичну та теологічну освіту.. Навчався у 1890–1893 роках в Кембріджському Триніті-коледжі. Бенсон був глибоко релігійною людиною, у 1895 році був висвячений в англіканській церкві.
Для відновлення власного здоров'я, у 1896 році, одразу ж після смерті батька, разом з матір'ю і сестрою їде на Близький Схід.
Під час подорожі на Близький Схід, він почав сумніватися в канонах англіканства, розглядаючи, як альтернативу римо-католицьку церкву. До цього питання він підійшов дуже серйозно, вивчивши релігійне становище англіканських громад, і 11 вересня 1903 переходить з англіканства в католицтво. Висвячений у священицький сан 1904 року в церкві Сан Сільвестро ін Капіте. Був направлений у Кембридж, де був помічником священика Римо-католицької парохії.
Бенсон їде на пару років у Рим, і через вісім років (у 1911 році) стає папським Капеланом Його Святості, монсеньйором Папи Пія Х, одним з найпомітніших апологетів католицизму в Англії початку ХХ століття.
Роберт Г'ю Бенсон багато разів бував за кордоном, читав лекції в Римі і США, відвідував європейські країни, багато їздив з лекціями по Великій Британії. Останньою поїздкою Роберта стало відвідування Собору паризької Богоматері у квітні 1914 року, а через сім місяців, коли його запросили у місто Солфорд для прочитання курсу проповідей, вранці 19 жовтня 1914 року він помер від пневмонії в будинку місцевого єпископа. Бенсону ще не було й сорока трьох років. Роберта Г'ю Бенсона було поховано у п'ятницю 23 жовтня 1914 року, згідно із заповітом, у саду власного будинку «Гаре Стріт Гаус» (який він заповів римо-католицькій церкві) в Бантінґфорді (Гартфордшир).

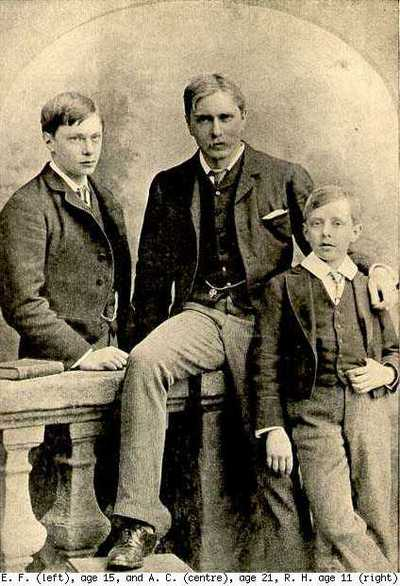
Фред, ліворуч (15 років), з братами — Артур у центрі (21 рік), праворуч Роберт Г'ю (11 років)

## Сім'я
Брати та сестри Бенсона також були освічені та розумні. Всі вони, крім первістка Мартіна, який помер у віці 17 років, публікувались. Артур став майстром Коледжу Магдалени у Кембриджі. Він був автором багатьох романів, створив життєпис Едварда Вайта Бенсона, ряд теологічних трактатів, мемуари. Він же став автором гімну «Земля надії та слави». Меггі і Неллі померли молодими, однак встигли проявити себе у археології та літературі.
- Едвард Вайт Бенсон (Edward White Benson[en], 14.07.1829 — 11.10.1896) — батько
- Мері В. Сейджвік (Mary W. Sidgwick, 1841–1918) — мати
- Мартін В. Бенсон (Martin W. Benson, 1860–1878) — брат
- Артур Крістофер Бенсон (Arthur Christopher Benson[en], 24.04.1862 — 17.06.1925) — брат
- Мері Елеанор Бенсон (Mary Eleanor Benson, 1863–1890) — сестра
- Меггі Бенсон (Maggie Benson, 16.06.1865 — … 05,1916) — сестра
- Едвард Фредерік Бенсон (Robert Hugh Benson, 24.07.1867 — 29.02.1940) — брат

## Доробок

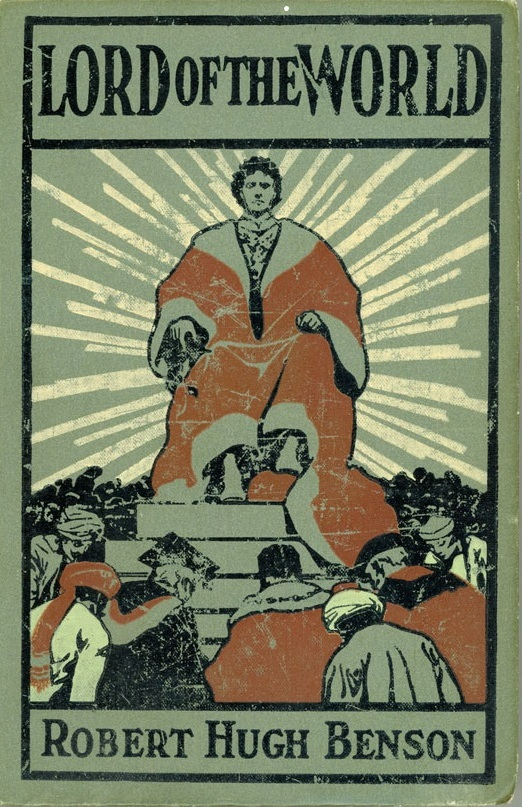
Обкладинка першого видання роману «Володар світу» (1907)

Бенсон почав писати на самому початку ХХ століття. За свою десятирічну літературну кар'єру Бенсон написав багато книг, серед яких є і реалістичні романи, історичні та дитячі книги, п'єси і вірші, релігійні праці, а також фантастична і утопічна проза. Перший його роман «Чия влада?» був виданий у 1904 році, який Бенсон закінчив писати роком раніше перед самим від'їздом до Рима. Ярий ненависник Г. Веллса і Е. Белламі, він в 1907 р опублікував роман «Володар світу», який вважається одним з перших романів-антиутопій. У недалекому майбутньому, по Бенсону, йде смертельна сутичка римсько-католицької церкви, останнім оплотом моральності та порядку, з втіленням Антихриста. У цій ролі виступає соціалізм. У світі є єдиний уряд, єдина мова — есперанто, але відсутня єдність серед населення і надія на світле майбутнє. Релігія під забороною, Ватикан зруйнований в результаті бомбардувань, а Папа разом із залишками своєї адміністрації змушений шукати притулок в Палестині, де спостерігає Друге пришестя.
Роман «Світанок всього» — утопія, в якій владу Папи, навпаки, простягається над усім світом, і хоча деякі прихильники відмираючих релігій намагаються піднімати бунти, благочестивий Папа намагається прощати їх, і домагається в цьому чималих успіхів. На рахунку письменника також дві збірки містичних історій: «Невидимий світ» (1903) і «Дзеркало шалотт» (1907). Перший складається з різнопланових за своїм сюжетом і характерами розповідями, друга ж книга являє собою чотирнадцять історій про привидів, які автор представив у вигляді вигаданої зустрічі католицьких священиків у Римі, де вони й розповідають один одному вищезгадані розповіді. До фантастичних можна також віднести і роман «Некроманти» (1909), де внутрішній світ героя починає переходити грань цього світу і світу мертвих.

### Романи
Фантастичні романи
- 1907 — Володар світу (Lord of the World)
- 1911 — Світанок всього (The Dawn of All)

Історичні романи
- 1904 — Чия влада? (By What Authority?)
- 1905 — Подвиг короля (The King's Achievement)
- 1906 — Трагедія королеви (The Queen's Tragedy)
- 1912 — На дибу! Повісити! (Come Rack! Come Rope!)
- 1914 — Ні риба ні м'ясо (Oddsfish!)

Реалістичні романи
- 1905 — Історія Річарда Рейнау, відлюдника (The History of Richard Raynal, Solitary)
- 1906 — Сентиментальність (The Sentimentalists)
- 1907 — Папери парії (Papers of a Pariah)
- 1908 — Умовність (The Conventionalists)
- 1909 — Некроманти (The Necromancers)
- 1910 — Віяння (A Winnowing)
- 1911 — Немає інших богів (None Other Gods)
- 1912 — Боягуз (The Coward)
- 1913 — Середня людина (An Average Man)
- 1914 — Ініціювання (Initiation)
- 1915 — Самотність? (Loneliness?)

### Релігійні книги
- 1905 — Місто на пагорбі (A City Set on a Hill)
- 1906 — Релігія простої людини (Religion of the Plain Man)
- 1908 — Святий блаженний мученик Томас Кентберійський (The Holy Blissful Martyr Saint Thomas of Canterbury)
- 1910 — Некатолицькі віросповідання (Non-Catholic Denominations)
- 1910 — Христос у своїй церкві (Christ in His Church)
- 1912 — Дружелюбність Христа (Friendship of Christ)
- 1913 — Сповідь наверненого (Confessions of a Convert)
- 1913 — Парадокси католицизму (Paradoxes of Catholicism)
- 1914 — Люрд (Lourdes)
- 1915 — Духовні листи монсиньйора Р. Г'ю Бенсона (Spiritual Letters of Monsignor R. Hugh Benson to one of his converts)
- 1917 — Примітки проповіді (Sermon Notes)
- 19.. — Святість церкви (The Sanctity of the Church)
- 19.. — Ліквідація релігійних споруд (The Dissolution of the Religious Houses)
- 19.. — Аве Марія (The Ave Maria)

### Дитячі книги
- 1912 — Алфавіт святості (Alphabet of Saints)
- 1912 — Норми життя для дитини (A Child's Rule of Life)
- 1913 — Рими Старого Завіту (Old Testament Rhymes)

### Містичні збірники
- 1903 — Невидиме світло (The Light Invisible)
- 1907 — Дзеркало Шалотт (A Mirror of Shalott)

### П'єси
- 1908 — Містерія на честь Різдва нашого бога (A Mystery Play in Honour of the Nativity of Our Lord)
- 1911 — Ціна корони: Історія Дуея і Даргема: Свята драма в трьох актах (Cost of a Crown, a Story of Douay & Durham; a Sacred Drama in Three Acts)
- 1911 — Орлеанська діва (The Maid of Orleans)
- 1915 — Верхня кімната (The Upper Room)

### Інші книги
- 1903 — Спостерігач (The Watcher)
- 1905 — Моя власна розповідь (My Own Tale)
- 19.. — Оптимізм (Optimism)
- 1914 — Vexilla Regis: Книга молитов воєнного часу (Vexilla Regis: Book of War-time Prayers)
- 1914 — Принципи його письменства (Maxims from His Writings)
- 1915 — Вірші (Poems)
- 1916 — Книга есе (Book of Essays)

### Перекладені українською
- Парадокси католицизму. - Львів: Добра книжка, 1929. - 130 с.
- Зелена шата (Зі збірки оповідань “Невидиме світло”) / Пер. Ю. Шкрумеляк // Поступ. – 1930. – Ч. 3. – С. 65–67
- Понад брамою; Кровавий орел (Зі збірки оповідань “Невидиме світло”) / Пер. Ю. Шкрумеляк // Поступ. – 1930. – Ч. 11/12. – С. 214– 217; 224–227
- Усміхнений сторож (Зі збірки оповідань “Невидиме світло”) / Пер. Ю. Шкрумеляк // Поступ. – 1930. –  Ч. 4/5. – С. 110–112
- Біль світа (Зі збірки оповідань “Невидиме світло”) / Пер. П. Ісаїв // Дзвони. – 1931. – Ч. 2. – С. 75–82
- Зазив (Зі збірки оповідань “Невидиме світло”)/ Пер. Ю. Шкрумеляк // Дзвони. – 1931. – Ч. 1. – С. 46–50 [6]
- Історії панотця Ґірдлстона (Зі збірки "Дзеркало Шалотт")/  Пер. Б. Николин // Життя і слово. - 1948. - ч. 2. - с. 168-187
- Оповідання отця Штайна (Зі збірки "Дзеркало Шалотт")/  Пер. Б. Николин // Правда. - 1970. - ч. 1-2. - с. 83-86
- Володар світу (ч. І-IV) / Пер. Михайло Лотоцький // Правда. - 1973. - ч. 1-2. с. 14-60,  ч. 3-4. с. 220-296, 1974. - ч. 1-2. с. 15-38, 1975. - ч. 1-2. с. 9-35